# Kanton Neufchâtel-en-Bray
Kanton Neufchâtel-en-Bray is een kanton van het Franse departement Seine-Maritime. Het kanton maakt deel uit van het arrondissement Dieppe.

## Gemeenten
Tot en met 2014 omvatte het kanton Neufchâtel-en-Bray de volgende 23 gemeenten:
- Auvilliers
- Bouelles
- Bully
- Callengeville
- Esclavelles
- Fesques
- Flamets-Frétils
- Fresles
- Graval
- Lucy
- Massy
- Ménonval
- Mesnières-en-Bray
- Mortemer
- Nesle-Hodeng
- Neufchâtel-en-Bray (hoofdplaats)
- Neuville-Ferrières
- Quièvrecourt
- Sainte-Beuve-en-Rivière
- Saint-Germain-sur-Eaulne
- Saint-Martin-l'Hortier
- Saint-Saire
- Vatierville

Door de herindeling van de kantons bij decreet van 27 februari 2014, met uitwerking op 22 maart 2015, is dit uitgebreid tot 70 gemeenten: 
- Ardouval
- Auvilliers
- Avesnes-en-Val
- Bailleul-Neuville
- Baillolet
- Beaumont-le-Hareng
- Bellencombre
- Bosc-Bérenger
- Bosc-le-Hard
- Bosc-Mesnil
- Bouelles
- Bracquetuit
- Bradiancourt
- Bully
- Bures-en-Bray
- Callengeville
- Clais
- Cottévrard
- Cressy
- La Crique
- Critot
- Croixdalle
- Cropus
- Esclavelles
- Fesques
- Flamets-Frétils
- Fontaine-en-Bray
- Fréauville
- Fresles
- Fresnoy-Folny
- Grandcourt
- Les Grandes-Ventes
- Graval
- Grigneuseville
- Londinières
- Lucy
- Massy
- Mathonville
- Maucomble
- Ménonval
- Mesnières-en-Bray
- Mesnil-Follemprise
- Montérolier
- Mortemer
- Nesle-Hodeng
- Neufbosc
- Neufchâtel-en-Bray
- Neuville-Ferrières
- Osmoy-Saint-Valery
- Pommeréval
- Preuseville
- Puisenval
- Quièvrecourt
- Rocquemont
- Rosay
- Sainte-Agathe-d'Aliermont
- Sainte-Beuve-en-Rivière
- Sainte-Geneviève
- Saint-Hellier
- Saint-Germain-sur-Eaulne
- Saint-Martin-l'Hortier
- Saint-Martin-Osmonville
- Saint-Pierre-des-Jonquières
- Saint-Saëns
- Saint-Saire
- Smermesnil
- Sommery
- Vatierville
- Ventes-Saint-Rémy
- Wanchy-Capval